# نادي كليرمون فوت
نادي كليرمون (بالفرنسية: Clermont Foot)‏ نادي كرة قدم فرنسي يلعب في دوري الدرجة الأولى . تم تأسيس النادي في سنة 1911 .